# Pan ku

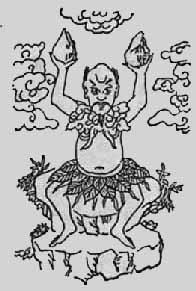
Pan ku imaginat ca un om primitiv

În mitologia chineză Pan Ku este zeul primordial, creatorul lumii. La începuturi se spune că totul era „un vârtej întunecat”, un haos din care s-a născut Pan Ku, o ființă antropomorfă.  Acesta a crescut treptat hrănindu-se din cele mai mici fărâme ale universului, cu ochii închiși, dormind un somn de optsprezece mii de ani. În cele din urmă, Pan Ku se trezește din somn, deschide ochii, dar fiindcă în jurul lui era doar întuneric, nu vede nimic. Înfuriat de această situație, zeul lovește întunericul cu pumnul lui uriaș și împrăștie elementele haosului. Învolburarea haosului încetează, urmând după ea o nouă mișcare a materiei: toate lucrurile ușoare și pure sunt eliberate și se ridică, iar toate elementele grele și grosolane  se cufundă. Astfel apar cerul și pământul. Stând în picioare, cu tălpile pe pământ și cu capul în cer, Pan Ku împiedica apropierea și reunificarea acestor două spații. Cu fiecare zi care trecea, pământul se îngroșa cu trei metri, pe măsură ce materia se depunea. În același timp și Pan Ku se înălța cu trei metri. Timp de optsprezece mii de ani, Pan Ku a continuat să crească, până când trupul său a devenit gigantic, iar cerul și pământul au căpătat o grosime considerabilă. La un moment dat, Pan Ku s-a încredințat că pământul și cerul erau fixate la locul lor și nu se mai puteau contopi. Atunci, s-a așezat pe pământ ca să se odihnească și a murit. Trupul său neînsuflețit a ajutat la desăvârșirea și înfrumusețarea actului creator. Suflarea sa s-a transformat în vânt și în nori. Vocea a devenit tunet, ochii – soarele și luna. Părul și barba au devenit stele, iar sudoarea frunții, ploaie și rouă. Carnea sa s-a transformat în munți. Mâinile și picioarele au format cei doi poli (nordic și sudic), estul îndepărtat și vestul îndepărtat. Sângele lui s-a metamorfozat în râuri, iar venele au devenit drumurile ce străbat pământul. Tot carnea sa  a format îngrășământul câmpurilor, iar părul corpului său a crescut precum florile și copacii. Oasele și dinții au pătruns în adâncul pământului și au devenit metale prețioase.
Mitul lui Pan Ku se aseamănă într-o anumită măsură cu cel al gigantului Ymir (mitologia nordică) sau al zeiței Tiamat (mitologia mesopotamică). Ca și în cazul celorlalți doi, lumea a fost creată din trupul unei ființe gigantice.